# Батовські (герб)
Батовські (пол. Batowski) - шляхетський герб, графський різновид герба Зуби.

## Опис герба
Опис згідно з класичними правилами блазонування: 
У червоному полі три срібних вовчих зуби більші над меншими в стовп. Над щитом - графська корона. Над нею шолом. Три страусиних пір’їни в клейноді над шоломом. Під щитом, на стрічці девіз латинською мовою Recte et Fortiter.

## Найдавніші згадки
Наданий Александру Бенедикту Батовському в 1824 р. у Королівстві Польському.

## Геральдичний рід
Графи Батовські. 